# Auðr Mente-Profonda
Auðr Auðr Mente-Profonda  (norreno: Auðr in djúpúðga) (fl. VII secolo), fu una leggendaria principessa di Svezia e Danimarca.
Secondo le saghe era figlia di Ivar Vidfamne e fu madre di Harald Hildetand e di Randver. Secondo il testo genealogico  Hversu Noregr byggdist, discende dalla dinastia degli Skjöldungar, essendo figlia di Ivar, figlio di Halfdan il Valoroso, figlio di Harald il Vecchio. Nella Saga di Hervör è sposata con Valdar, che è il padre dei suoi figli. 
La sua storia appare anche nel Hyndluljóð e nel Sögubrot af nokkrum fornkonungum, dove viene data in sposa al re di Danimarca, Rorik Slyngebond, da cui ha Harald Hildetand, anche se avrebbe preferito sposare suo fratello Helgi. Ivar Vidfamne approfitta della situazione per eliminare due scomodi rivali, e convince Rorik dell'infedeltà di Auðr. Rorik uccide allora il fratello, e Ivar uccide a sua volta Rorik. Dopo questi eventi, Auðr fugge a Garðaríki con il figlio, e sposa il suo re Ráðbarðr, da cui ha il figlio Randver. Ivar, turbato dal fatto che la figlia si sia sposata senza il suo consenso, raduna una grande flotta e parte per Garðaríki. Durante il viaggio però Ivar fa un sogno che ne preannuncia la morte e, sconvolto, si getta in mare da una scogliera. Il trono di Svezia e Danimarca rimane così vacante, e il figlio di Auðr, Harald Hildetand, parte allora per la Scania per rivendicare la sua eredità, con l'aiuto del suo patrigno Ráðbarðr.